# Ирландский язык
Ирла́ндский язы́к (ирл. Gaeilge [ˈɡeːlʲɟə], ирла́ндский гэ́льский, ирл. Gaeilge na hÉireann) — язык ирландцев, один из кельтских языков; наряду с шотландским и мэнским, принадлежит к гойдельской подгруппе.
Один из двух (наряду с ирландским диалектом английского) государственных языков Ирландской Республики. 13 июня 2005 года было принято решение о включении ирландского в число рабочих языков Европейского союза, вступившее в силу с 1 января 2007 года.
Области с преобладанием населения, чей родной язык — ирландский, в Ирландии называются гэлтахтами.
Число людей (старше трёх лет) в Ирландии, утверждающих, что владеют ирландским языком, в апреле 2022 года было 1 873 997, то есть 40 % опрошенных, однако 472 887 из них подчеркнули, что никогда не говорят на нём, и ещё 551 993 — что используют его только в учебных заведениях. Таким образом, число говорящих выводится из количества людей, использующих язык ежедневно не только в учебных заведениях: 20 261 в гэлтахтах и 51 707 за их пределами, то есть всего 71 968 человек в 2022 году. Согласно опросу, проведённому в 2021 в Северной Ирландии, 43 557 людей отметило, что говорит по-ирландски ежедневно, 26 286 — каждую неделю, 47 153 — реже, чем еженедельно, и 9758 отметили, что способны говорить на языке, но никогда не говорят на нём. С 2006 по 2008 гг. около 22 000 американских ирландцев отметили, что говорят по-ирландски дома.

## История

Двуязычный дорожный знак в графстве Голуэй

Гэлтахты — районы, где до сих пор сохраняется разговорный ирландский язык в Ирландии

Когда Ирландия была заселена гойдельскими племенами — неизвестно. Первые памятники ирландского языка (не считая собственных имён у античных авторов) относятся к IV веку н. э. — это надписи, выполненные особым огамическим письмом.
После христианизации Ирландии, осуществлённой св. Патриком, в ирландский язык проникают заимствования из латыни (в основном, через бриттские языки), начинает использоваться латинская письменность на основе минускула (так называемый островной пошиб). Непосредственно из древнеирландского периода памятников дошло не слишком много — в основном, это глоссы к латинским текстам, в том числе выполненные ирландскими монахами в монастырях на континенте (в Вюрцбурге, Милане, Санкт-Галлене). Большинство древнеирландских текстов дошло в рукописях, относящихся к среднеирландскому периоду, который начинается в XI веке и отличается, в частности, значительным влиянием скандинавских языков. Так, значительно упрощается система склонения; перестраивается глагольная система; теряются инфигированные местоимения. Примерно в это время от ирландского отделился шотландский язык.
В новоирландский период область распространения ирландского языка сократилась, однако система бардических школ поддерживала существование общеирландского стандарта. После английского завоевания Ирландии в ирландский язык начали проникать заимствования из английского и норманско-французского языков.
В XIX веке голод и последовавшая за ним эмиграция ирландцев — в основном, из сельских районов — очень отрицательно повлияли на ирландский язык. Число носителей резко сократилось, чему также способствовало введение всеобщего образования на английском языке. Во второй половине XIX века начинают появляться организации, ставящие своей целью возрождение ирландского языка и культуры (например, Гэльская лига Дугласа Хайда).
На территории Канады ирландский язык активно использовался иммигрантами в первой половине XIX в. (в течение которого сливается с близкородственными диалектами иммигрантов шотландского происхождения в канадский гэльский диалект), однако уже со второй половины XIX века, так же, как и в собственно Ирландии, происходит активный переход канадо-ирландцев на английский язык.
После провозглашения независимости Ирландии было введено обязательное обучение языку во всех школах; начали издаваться ирландские газеты; появилось теле- и радиовещание на ирландском. Тем не менее число людей, для которых ирландский язык является родным, неуклонно сокращается. Сейчас они в основном проживают в гэлтахтах — сельских районах на западных и северо-западных оконечностях острова. В последнее время наблюдается значительный рост интереса к ирландскому языку, в том числе и в городах, что однако нисколько не сказывается на сокращении ирландцев-моноглотов, владеющих только ирландским языком. Больше всего их сохраняется в гэлтахте на полуострове Дингл.
Различают следующие периоды истории ирландского языка:
- Гойдельский (Primitive Irish; до IV в.)[8];
- Огамический ирландский (язык надписей, V—VII вв.);
- Архаический ирландский (период, последовавший за огамическим, в основном VII; необщепризнано — часто включается в следующий период);
- Древнеирландский (VII—IX вв.);
- Среднеирландский (X—XII вв.);
- Новоирландский (с XIII века по сегодняшний день; в этом периоде также выделяют ранненовоирландский период — примерно XIII—XVI вв.).

С XVIII века можно вполне уверенно говорить о делении ирландского языка на четыре основных диалекта: южный (Манстер), западный (Коннахт), северный (Ольстер) и восточный (Ленстер, вымер уже в XX веке). Взаимопонимание между некоторыми диалектами затруднено. Существует официальный стандарт (An Caighdeán Oifigiúil), основанный, главным образом, на коннахтском диалекте, однако существует и диалектная литература.

## Письменность
Для записи ирландского языка используется письменность на основе латинского алфавита — Cló Rómhánach («латинский шрифт»). Раньше использовался собственный шрифт — Cló Gaelach («гэльский шрифт»), восходящий к островному пошибу. До середины XX столетия книги на ирландском языке издавались именно с помощью Cló Gaelach; сегодня же он используется только для украшения, например, на вывесках.
Ещё более древней является так называемая огамическая письменность. Эта письменность, называемая также огамом, была в употреблении с IV по VI век; точная дата её возникновения неизвестна. Буквы огама представляли собой палочки и точки (согласные и гласные звуки, соответственно), наносившиеся на прямую линию. Огамические надписи сохранились в основном на камне. Традиционная версия возводит к огаму старинные названия букв ирландского алфавита, соответствующие названиям деревьев и кустарников.

### Ирландский алфавит
Современный ирландский алфавит:
| №  | Буква | Буква | Традиционное название                | Современное название |
| -- | ----- | ----- | ------------------------------------ | -------------------- |
| 1  | A     | a     | Ailm (с ирл. — «сосна»)              | á                    |
| 2  | B     | b     | Beith (с ирл. — «берёза»)            | bé                   |
| 3  | C     | c     | Coll (с ирл. — «орешник»)            | cé                   |
| 4  | D     | d     | Dair (с ирл. — «дуб»)                | dé                   |
| 5  | E     | e     | Edad, Eadhadh (с ирл. — «тополь»)    | é                    |
| 6  | F     | f     | Fern, Fearn (с ирл. — «ольха»)       | eif                  |
| 7  | G     | g     | Gort, Gath (с ирл. — «плющ»)         | gé                   |
| 8  | H     | h     | Huath, Uath (с ирл. — «боярышник»)   | héis                 |
| 9  | I     | i     | Idad, Iodhadh (с ирл. — «тис»)       | í                    |
| 10 | L     | l     | Luis (с ирл. — «рябина»)             | eil                  |
| 11 | M     | m     | Muin (с ирл. — «виноградная лоза»)   | eim                  |
| 12 | N     | n     | Nin, Nion (с ирл. — «ясень»)         | ein                  |
| 13 | O     | o     | Oir (с ирл. — «дрок»)                | ó                    |
| 14 | P     | p     | Peith (с ирл. — «горная ольха»)      | pé                   |
| 15 | R     | r     | Ruis (с ирл. — «бузина»)             | ear                  |
| 16 | S     | s     | Suil, Sail (с ирл. — «ива»)          | eas                  |
| 17 | T     | t     | Tinne, Teithne (с ирл. — «падуб»)    | té                   |
| 18 | U     | u     | Úr (с ирл. — «вереск»)               | ú                    |
|    | J     | j     | используется только в заимствованиях | jé                   |
|    | K     | k     | используется только в заимствованиях | cá                   |
|    | Q     | q     | используется только в заимствованиях | cú                   |
|    | V     | v     | используется только в заимствованиях | vé                   |
|    | W     | w     | используется только в заимствованиях | wae                  |
|    | X     | x     | используется только в заимствованиях | eacs                 |
|    | Y     | y     | используется только в заимствованиях | yé                   |
|    | Z     | z     | используется только в заимствованиях | zae                  |

### Орфография
Пяти кратким гласным (a, e, i, o, u) соответствуют пять долгих (á, é, í, ó, ú). Знак долготы (акут) называется síneadh fada (во мн. ч. — sínte fada) или просто fada;
Используются 13 согласных (b, c, d, f, g, h, l, m, n, p, r, s, t); остальные буквы (j, k, q, v, w, x, y, z) используются в заимствованных и иностранных словах (например, jíp «джип»; Jab «Иов»; x-ghathú «рентген»).
Основной принцип ирландской орфографии — caol le caol agus leathan le leathan «узкий с узким, широкий с широким» („узкими“ в гойдельской традиции называются гласные переднего ряда i, í, e, é; „широкими“ — гласные непереднего ряда a, á, o, ó, u, ú). Согласно этому принципу, мягкие (палатализованные) согласные должны быть окружены на письме узкими гласными; непалатализованные, соответственно, — широкими. В результате, многие гласные буквы обозначают не гласный звук, но мягкость либо твёрдость соседнего согласного (так, например, в сочетании ea первый гласный почти никогда не произносится, но лишь указывает на мягкость предыдущего согласного: peadar [pʲadər]). Часто это приводит к неоднозначности: например, для anois «сейчас» теоретически возможны чтения [əniʃ] и [ənoʃ], хотя верным является лишь первое.
Ещё во время Второй мировой войны, Шамас Далтун, по поручению Rannóg an Aistriúcháin (официальный департамент по переводам ирландского правительства), выпустил свои собственные указания о том, каким образом стандартизировать ирландскую грамматику и орфографию. Этот стандарт был впоследствии принят государством и получил название «Официальный Стандарт» или Caighdeán Oifigiúil.
Введение Caighdeán Oifigiúil устранило некоторые исторические написания (например, bia вместо biadh «еда»), приблизив орфографию к живому произношению. При этом многие фонетические явления, присущие диалектам, в орфографии не отражаются (например, дифтонгизация гласных перед удвоенными сонантами, характерная для Мунстера, или ольстерский переход сочетания наподобие [kn] в [kr] с назализацией последующего гласного).

## Лингвистическая характеристика
Среди отличительных черт ирландского языка — мутации начальных согласных, порядок слов VSO, существование двух связочных глаголов, наличие спрягаемых предлогов. Для древнеирландского языка характерны также крайне сложная глагольная система, построенная на противопоставлении «абсолютной» и «конъюнктной» флексии (рядов окончаний, выбираемых в зависимости от положения глагола в предложении), а также прототонических и дейтеротонических форм (исторически они различались местом ударения, но к древнеирландскому периоду это привело к тому, что формы одного и того же глагола могли очень сильно различаться).

### Фонетика и фонология

#### Гласные
В современном литературном языке встречаются следующие монофтонги:
- í [i:] — rí [ri:] («король»);
- i [ɪ] — mil [mɪlʲ] («мёд»);
- é [e:] — gé [ge:] («гусь»);
- e [ɛ] — te [tɛ] («горячий»);
- á [ɑ:] — lá [Lɑ:] («день»);
- a [æ, a] — cat [kat] («кошка»);
- ó [o:] — ceol [kʲo:l] («музыка»);
- o [ɔ, ʊ] — loch [Lɔx] («озеро»);
- ú [u:] — cú [ku:] («пёс»);
- u [ʊ] — muc [mʊk] («свинья»).

В безударных слогах многие гласные переходят в [ə]: anocht [əNʊxt] «сегодня вечером»; inniu [ə'Nʲu:] «сегодня»; cúigear ['ku:ɪgər] «пятеро».
|     | A   | E  | I   | O   | U   | IA  | UA  | /ә/ |
| Т-Т | A   | AO | AO  | O   | U   |     | UA  | A   |
| Т-М | AI  | AI | AOI | OI  | UI  |     | UAI | AI  |
| М-Т | EA  | EA | IO  | EO  | IU  | IA  |     | EA  |
| М-М | EAI | EI | I   | EOI | IUI | IAI |     | I   |

Т = твёрдый согласный, М = мягкий согласный. Примеры: maoin = «мынь», mín = «минь»; mion = «мин».
Или: eo = «ё», ao = «ы», «iu» = «ю», «ea» = «я», «iX» = «Хь».

#### Согласные
|          |          | Губные  | Губные | Переднеязычные | Переднеязычные | Заднеязычные | Заднеязычные | Глоттальные | Глоттальные |
| Твёрдые  | Мягкие   | Твёрдые | Мягкие | Твёрдые        | Мягкие         |              |              | Глоттальные | Глоттальные |
| -------- | -------- | ------- | ------ | -------------- | -------------- | ------------ | ------------ | ----------- | ----------- |
| Носовые  | Носовые  | m       | mʲ     | n              | nʲ             | ŋ            | ɲ            |             |             |
| Взрывные | Звонкие  | b       | bʲ     | d              | dʲ             | g            | ɟ            |             |             |
| Взрывные | Глухие   | p       | pʲ     | t              | tʲ             | k            | с            |             |             |
| Щелевые  | Звонкие  | v       | vʲ     |                |                | ɣ            | j            |             |             |
| Щелевые  | Глухие   | f       | fʲ     | s              | ʃ              | x            | ç            | h           |             |
| Боковые  | Боковые  |         |        | l              | lʲ             |              |              |             |             |
| Дрожащие | Дрожащие |         |        | r              | rʲ             |              |              |             |             |

Непалатализованные согласные часто произносятся с сильной веляризацией. Глухие согласные во многих диалектах являются придыхательными.
В ольстерских диалектах мягкие соответствия /t/ и /d/ реализуются как [tʃ] и [dʒ]. Мягким коррелятом для /s/ во всех диалектах является звук типа [ʃ].
У «сильных» сонантов фонетическая реализация неустойчива. В некоторых диалектах они произносятся как долгие, в других вызывают дифтонгизацию предшествующего гласного.

#### Начальные мутации согласных
В ирландском языке представлено два типа мутаций начальных согласных.
1. Лениция (séimhiú) — переход от взрывных согласных к фрикативным. В старой орфографии показывается точкой (ирл. sí buailte или  ponc séimhithe), которая ставится над изменённой согласной (она до сих пор используется в стилизованных надписях с использованием «ирландского шрифта»). Она происходит от punctum delens, точки, которая использовалась в средневековых рукописях для того, чтобы указать удаление, наподобие нашему перечёркиванию ненужных слов или ошибок в рукописном тексте в сегодняшние дни. Точка эта использовалась для указания лениции s (от /s/ к /h/) и f (от /f/ к пустому звуку) в древнеирландских текстах, а лениция c, p, и t показывалась добавлением к ним буквы h; леницию других звуков оставляли без пометок. Позднее оба метода использовались для одной и той же цели. В современной орфографии показывается добавлением -h- для всех букв:
  -     - caith! «брось!» — chaith mé «я бросал» (здесь лениция указывает на прошедшее время);
    - margadh «рынок», — Tadhg an mhargaidh «„человек с улицы“, рядовой человек» (здесь лениция указывает на родительный падеж существительного мужского рода);
    - Seán «Шон, Джон» — a Sheáin! «О Джон; Эй, Джон!» (здесь лениция указывает на звательный падеж; она «срабатывает» из-за частицы a).
    - Однако если слово женского рода единственного числа следует за артиклем, оно приобретает особую форму лениции — вставку t- (для слов мужского рода на гласную, наоборот, это отсутствие лениции): an tsraid «дорога», но an t-ubh «яйцо».

  - Когда вступает в силу лениция:
    - артикль an ленирует существительное женского рода единственного числа: bean -> an bhean «женщина»;
    - артикль an ленирует существительное мужского рода единственного числа в родительном падеже: gairm an choilligh «крик петуха»;
    - частица a в звательном падеже ленирует последующее существительное/имя: a Phádraig;
    - многие предлоги ленируют существительные, которыми они управляют, обычно это: do, de, faoi, ó и пр.: do Sheán «Шону»; ó mhaidín «с утра»;
    - притяжательное местоимение mo «мой», do «твой», a «его» ленируют существительное: mo mháthair «моя мать», do charr «твоя машина»;
    - числительные 1-2 и 3-6 когда сопровождаются существительным в единственном числе: trí charr «три автомобиля», ceithre mhí «четыре месяца» (число 2 ленирует в любом случае: dhá chois «две ноги»);
    - часто в генитивной конструкции второе существительное ленируется: bó bhainne «корова молочная» (точнее, см. грамматику);
    - в северном диалекте все предлоги с артиклем ленируют: ar an bhord «на столе», также в западном диалекте — sa (перед fh- — san) «в», den «у», don «к»: san fhuinneog «в окне», fiafraigh den mhúinteoir «спроси у учителя», tabhair don fhear «принеси мужчине» (точнее про sa — см. ниже);
    - начальная согласная в составляемых словах: Sean-Ghaeilge «древнеирландский»;
    - прилагательное ленируется, если оно в зависимости от существительного женского рода единственного числа и мужского рода в родительном падеже: bean mhaith «хорошая женщина» (ср. fear maith «хороший мужчина»); an fhir mhaith «хорошего мужчины»;
    - все формы прошедшего времени/кондиционалиса глагола-связки (копулы) ленируют существительное или прилагательное-предикат: Ba mhaith liom «Я бы хотел» (досл.: «Было бы хорошо со мной»);
    - начальные согласные глаголов в формах имперфекта, кондиционалиса и простого прошедшего ленируются, также как и глаголы в подчинённых предложениях с номинативным и аккузативным отношением (при прямой связи — совпадении подлежащего главной и относительной клаузы): mholainn «я (обычно) хвалил»; mholfainn «я бы хвалил»; mholas «я хвалил»; an fear a mholfadh «мужчина, который бы хвалил»;
    - отрицательная частица ní и другие глагольные частицы и союзы, оканчивающиеся на -r (от ro), также как союз má «если» ленируют следующий за ними глагол: ní mholaim «не хвалю»; níor mholas «не хвалил»; ar mholas? «хвалил ли я?»; má mholaim «если я хвалю»;
    - nb. ленирование в некоторых случаях может быть блокировано! (см. грамматику).
2. Назализация (на ирландском — urú «затмение, эклипсис»).
  - Когда вступает в силу назализация:
    - большая часть предлогов, которым следует определённый артикль вызывает назализацию существительного, например: ar an mbord «на (сём) столе»;
    - артикль na назализирует начальную согласную существительного множественного числа в родительном падеже: na mbád «лодок»
    - предлог i «в» эклипсирует: i bPáras «в Париже»;
    - притяжательные местоимения множественного числа: ár «наш», bhur «ваш» и a «их», как например в: ár ndualgas «наши обязательства»; bhur dtír «ваша страна»;
    - числительные от 7 до 10 вызывают назализацию: seacht mbua «семь побед»;
    - союзы, глагольные частицы go «что», dá «если», mura «пока не», вопросительная частица an?, и частица a эклипсируют: dá dtéitheá «если бы вы пошли»; an mbeidh? «будет?»; an té a bhfuil dhá chóta aige «тот, у которого два пальто»;
    - глаголы в подчинённых предложениях с номинативным и аккузативным отношением (при косвенной связи - несовпадении подлежащего главной и относительной клаузы): an t-am a dtiocfaidh mé anseo «время, когда я приду сюда»;
    - в некоторых устоявшихся выражениях: ar dtús «в начале».

Существует также смешанная мутация — частицы могут вызывать леницию в одних местах и назализацию у других:
- предлог sa в южном диалекте вызывают эклипсис f и леницию всех остальных согласных (den и don регулярно эклиптируют): sa thír «в стране», но sa bhfuinneog «в окне»;
- отрицательная частица cha в северном диалекте вызывает эклипсис d, t и леницию всех остальных согласных (перед гласными и fh — chan): cha mholaim «не хвалю», но cha dtuigim «не понимаю».

Также в ирландском языке представлено два типа начальных вставок согласных к словам, начинающимся на гласную.
1. T-протеза — вставка t- в начале слов, начинающихся на гласную, является следом -d- от пракельтского *sindos.
  - Когда вступает в силу t-протеза: 
    - артикль an перед словами мужского рода единственного числа: am -> an t-am «время», а также в слове an té «тот, который».
2. H-протеза — вставка h- в начале слов, начинающихся на гласную. В старом языке частицы, которые вызывают её сейчас, вызывали геминацию, позже две буквы стали разделять дефисом. Сейчас же эта мутация и вовсе не имеет эффекта на согласных.
  - Когда вступает в силу h-протеза:
    - местоимение a «её», например, a cóta «её пальто», но a hubh «её яйцо»;
    - артикль na для множественного числа именительного падежа: na hagallaimh «интервью», «беседы»;
    - частица ná в запретительном наклонении: ná déan é seo! «не делай этого!», но ná habair é seo «не говори этого!»;
    - порядковые числительные, начиная с dara «второй»: an dara hagallamh «второе интервью».

### Морфология

#### Существительное
В древнеирландском языке имена относились к одному из трёх родов (мужской, женский, средний), склонялись по пяти падежам (именительному, родительному, дательному, винительному и звательному) и имели три числа — единственное, множественное и двойственное (правда, формы двойственного числа употреблялись только вместе с числительным dá «два», в отличие от таких языков, как древнерусский или арабский). Существовало множество типов склонения, соответствовавших разным типам основы в пракельтском и праиндоевропейском языках. В среднеирландский период система склонения значительно разрушилась, многие формы совпали; к новоирландскому периоду сохранилось всего два падежа: «общий» (именительный) и родительный (кроме того, сохраняется звательный). Дательный падеж сохраняется только в застывших формулах.
В грамматике ирландского языка принято выделять пять типов склонения (плюс нерегулярные формы). В том, что касается склонения существительных, можно сделать ряд обобщений.
- В некоторых типах склонения общий и родительный падеж множественного числа всегда совпадают. Такие формы множественного числа называются «сильными». К сильным относятся следующие типы форм множественного числа.
  - Те, при образовании которых происходит синкопа (выпадение) последнего гласного основы (briathar — «слово»; briathra — «слова»), депалатализация последнего согласного основы (flaith «правитель», flatha «правители») либо изменения гласного в корне (scian «нож», sceana «ножи»);
  - те, которые образуются с помощью определённых суффиксов: -ta, -te, -tha, -the, -(n)na, -(e)anna, -(e)acha, -í — например, rí («король») — ríthe («короли»); scilling («шиллинг») — scillingí («шиллинги).
- Формы множественного числа, оканчивающиеся в общем падеже на согласный (báid «лодки») либо образованные с помощью суффикса -a (cos «нога»; cosa «ноги»), являются слабыми.
- За небольшим числом исключений, родительный падеж множественного числа у «слабых» имён совпадает с общим падежом единственного (у «сильных» он, как было указано, совпадает с общим падежом множественного).

Традиционно принято выделять следующие типы склонения.

##### I склонение
Родительный падеж единственного числа образуется с помощью палатализации последнего согласного основы, а также ряда перегласовок в корне, например, iasc «рыба», род. п. — éisc. Множественное число слабое, то есть родительный падеж совпадает с именительным единственного. У многих имён, относящихся к этому склонению, именительный падеж множественного числа совпадает с родительным единственного и наоборот. Такая «перекрёстная» система типологически очень редка: подобное встречается ещё в старофранцузском языке. К I склонению относятся и некоторые существительные с множественным числом на -a (множественное с окончанием, но слабое, то есть генитив множественного совпадает с номинативом единственного) и имена с сильным множественным на -ta, -cha, -anna и несколько имён, оканчивающихся на -ach/, -adh с сильным множественным на -í. К I склонению относятся существительные только мужского рода.
Примеры:
| Имя и тип мн. ч.            | Падеж                    | Единственное число | Множественное число |
| --------------------------- | ------------------------ | ------------------ | ------------------- |
| «холм» слабое               | Номинатив (Именительный) | cnoc [кнок]        | cnoic [кнокь]       |
| «холм» слабое               | Генитив (Родительный)    | cnoic              | cnoc                |
| «ручка» слабое              | Номинатив                | peann [пян]        | pinn [пин]          |
| «ручка» слабое              | Генитив                  | pinn               | peann               |
| «право» слабое с окончанием | Номинатив                | ceart [кярт]       | cearta [кярта]      |
| «право» слабое с окончанием | Генитив                  | cirt [кирть]       | ceart               |
| «мир» сильное на -ta*       | Номинатив                | saol [сыл]         | saolta [сылта]      |
| «мир» сильное на -ta*       | Генитив                  | saoil [сыль]       | saolta [сылта]      |
| «стена» сильное на -tha     | Номинатив                | múr [мур]          | múrtha [му:ра]      |
| «стена» сильное на -tha     | Генитив                  | múir [му:рь]       | múrtha [му:ра]      |
| «зима» сильное на -ach/-í   | Номинатив                | geimhreadh [гевря] | geimhrí [гевьрий]   |
| «зима» сильное на -ach/-í   | Генитив                  | geimhridh [геври]  | geimhrí [гевьрий]   |
| «смерть»                    | Номинатив                | bás [ба:с]         | básanna [ба:сана]   |
| «смерть»                    | Генитив                  | báis [ба:щ, ба:сь] | básanna [ба:сана]   |

* Все имена этого подтипа содержат в корне долгий гласный или дифтонг и оканчиваются на l либо n.

##### II склонение
Ко II склонению (восходящему к древнеирландским основам на -ā и -i) относятся имена почти исключительно женского рода, оканчивающиеся в именительном падеже единственного числа на согласный и чаще всего образующие родительный падеж множественного числа путём палатализации последнего согласного (если не непалатализованный) и прибавления окончания -e. Существительные этого склонения, оканчивающиеся на -ach (-each) образуют родительный падеж единственного числа с помощью окончания -aí (resp. -í), замещающего конечный -ch. В этом склонении встречаются имена как с сильным, так и со слабым множественным числом. К мужскому роду в этом склонении относятся только имена im «масло»; sliabh «гора»; teach «дом».
| Имя и тип мн. ч.                | Падеж     | Единственное число          | Множественное число      |
| ------------------------------- | --------- | --------------------------- | ------------------------ |
| «ботинок» слабое на -a          | Номинатив | bróg [бро:г]                | bróga [бро:га]           |
| «ботинок» слабое на -a          | Генитив   | bróige [бро:ге]             | bróg [бро:г]             |
| «дождь» слабое на -(a)í         | Номинатив | báisteach [ба:щтях]         | báisteacha [ба:щтяха]    |
| «дождь» слабое на -(a)í         | Генитив   | báistí [ба:щтий], [ба:щчий] | báisteach [ба:щтях]      |
| «место» сильное на -eanna*      | Номинатив | áit [а:ть]                  | áiteanna [а:тяна]        |
| «место» сильное на -eanna*      | Генитив   | áite [а:те]                 | áiteanna [а:тяна]        |
| «время, погода» сильное на -í** | Номинатив | aimsir [амьширь]            | aimsirí [амьширий]       |
| «время, погода» сильное на -í** | Генитив   | aimsire [амьщире]           | aimsirí [амьширий]       |
| «корень» сильное на -(e)acha    | Номинатив | fréamh [фре:ў]              | fréamhacha [фре:ўаха]    |
| «корень» сильное на -(e)acha    | Генитив   | fréimhe [фре:ве]            | fréamhacha [фре:ўаха]    |
| «земля» сильное на -t(h)a, -te  | Номинатив | tír [ти:рь], [чи:рь]        | tíortha [ти:ра], [чи:ра] |
| «земля» сильное на -t(h)a, -te  | Генитив   | tíre [ти:ре], [чи:ре]       | tíortha [ти:ра], [чи:ра] |

* Все имена в этом типе односложны и оканчиваются на палатализованный согласный.
** Все имена в этом типе многосложны и оканчиваются на узкий согласный.
Несколько имён этого склонения имеют особые формы родительного падежа множественного числа (например, binn «горная вершина» — beann, или deoir «слеза» — deor), а также особые формы сильного множественного числа (scian «нож», sceana; obair «работа», oibreacha и др.). Кроме того, у существительных bos «ладонь»; bróg «ботинок»; cluas «ухо»; cos «нога» и lámh «рука» есть особые формы с палатализованным последним согласным (bois, bróig, cluais, cois, láimh), употребляемые в контексте числительных dhá «два», тех, которые оканчиваются на 2, и предлогов (это остатки древнего дательного падежа). По процедуре Колмогорова—Успенского, эти формы следует считать отдельным падежом (и числом), но традиционно это не принято. Аналогичные формы есть для всех слов 2-го склонения на широкую согласную.

##### III склонение
К III склонению (древнеирландские основы на -u) относятся существительные обоих родов, оканчивающиеся на согласный и образующие родительный падеж единственного числа путём депалатализации последнего согласного (если он палатализованный) и окончания -a. Почти у всех имён в этом классе множественное число сильное. Важный подкласс этого склонения — имена мужского рода на -aeir, -éir, -eoir, -óir, -úir, обозначающие имена деятеля (все они имеют сильное множественное на -í).
| Имя и тип мн. ч.                                     | Падеж     | Единственное число  | Множественное число   |
| ---------------------------------------------------- | --------- | ------------------- | --------------------- |
| «актёр» имя деятеля сильное на -í                    | Номинатив | aisteoir [ашьтёрь]  | aisteoirí [ашьтёрий]  |
| «актёр» имя деятеля сильное на -í                    | Генитив   | aisteora [ащтёра]   | aisteoirí [ашьтёрий]  |
| «проклятие» nomina abstracta на -cht сильное на -aí* | Номинатив | mallacht [малахт]   | mallachtaí [малахтый] |
| «проклятие» nomina abstracta на -cht сильное на -aí* | Генитив   | mallachta [малахта] | mallachtaí [малахтый] |
| «диалект» сильное на -í                              | Номинатив | canúint [кану:ньть] | canúintí [кану:ньтий] |
| «диалект» сильное на -í                              | Генитив   | canúna** [кану:на]  | canúintí [кану:ньтий] |
| «битва» сильное на -anna, -aí***                     | Номинатив | cath [каh]          | cathanna [каhана]     |
| «битва» сильное на -anna, -aí***                     | Генитив   | catha [каhа]        | cathanna [каhана]     |

* Все имена в этом классе женского рода.
** NB выпадение -t регулярно.
*** Все имена в этом классе односложны, оканчиваются на непалатализованный согласный и относятся к мужскому роду.
В этом классе существует также несколько мелких подклассов, в частности, имена, образующие множественное число от родительного падежа единственного числа (к примеру, cuid «кусок», род. п. — coda, мн. ч. — codanna) и несколько имён, образующих множественное число с помощью иных суффиксов.

##### IV склонение
IV склонение (от древнеирландских основ на -io и -iā) имена обоих родов. Сюда большинство имён, оканчивающихся на гласный, имена, образованные с помощью диминутивного суффикса -ín (почти все они мужского рода) и некоторые имена мужского рода на согласный. В IV склонении номинатив и генитив не различаются ни в единственном, ни во множественном числе: различаются только две формы.
| Имя и тип мн. ч.           | Падеж     | Единственное число | Множественное число       |
| -------------------------- | --------- | ------------------ | ------------------------- |
| «подарок» сильное на -í    | Номинатив | féirín [фе:ри:нь]  | féiríní [фе:ри:ний]       |
| «подарок» сильное на -í    | Генитив   | féirín [фе:ри:нь]  | féiríní [фе:ри:ний]       |
| «стена» сильное на -(a)í   | Номинатив | balla [бала]       | ballaí [балый]            |
| «стена» сильное на -(a)í   | Генитив   | balla [бала]       | ballaí [балый]            |
| «город» сильное на -te*    | Номинатив | baile [бале]       | bailte [бальте], [бальче] |
| «город» сильное на -te*    | Генитив   | baile [бале]       | bailte [бальте], [бальче] |
| «закон» сильное на -the**  | Номинатив | dlí [длий]         | dlíthe [дли:hе]           |
| «закон» сильное на -the**  | Генитив   | dlí [длий]         | dlíthe [дли:hе]           |
| «орех» сильное на -nna     | Номинатив | cnó [кно:]         | cnónna [кно:на]           |
| «орех» сильное на -nna     | Генитив   | cnó [кно:]         | cnónna [кно:на]           |
| «автобус» сильное на -anna | Номинатив | bus [бус]          | busanna [бусана]          |
| «автобус» сильное на -anna | Генитив   | bus [бус]          | busanna [бусана]          |
| «корова» слабое на -a      | Номинатив | bó [бо:]           | ba [ба]                   |
| «корова» слабое на -a      | Генитив   | bó [бо:]           | bó [бо:]                  |

* Сюда относятся имена, оканчивающиеся в единственном числе на -le, -ne; при образовании множественного числа конечный гласный отпадает.
** В единственном числе эти имена могут оканчиваться на -(a)í, -aoi, -é.

##### V склонение
V склонение восходит к древнеирландским консонантным основам — в первую очередь, к основам на велярный, но также на -n, -nt. Почти все имена этого склонения относятся к женскому роду и оканчиваются на палатализованный сонант либо на гласный. Родительный падеж единственного числа имён на согласный образуется путём прибавления суффикса -(e)ach (то есть с депалатализацией последнего согласного либо без неё), а у имён на гласный — прибавлением -n либо -d. Почти все имена этого типа имеют сильное множественное число. Дательный падеж и формы при dhá образуются путём палатализации последней согласной родительного падежа.
| Имя и тип мн. ч.           | Падеж     | Единственное число  | Множественное число   |
| -------------------------- | --------- | ------------------- | --------------------- |
| «пиво» сильное на -(e)acha | Номинатив | beoir [бёрь]        | beoracha [бёраха]     |
| «пиво» сильное на -(e)acha | Генитив   | beorach [бёрах]     | beoracha [бёраха]     |
| «отец» сильное на -eacha*  | Номинатив | athair [аhарь]      | aithreacha [айряха]   |
| «отец» сильное на -eacha*  | Генитив   | athar [аhар]        | aithreacha [айряха]   |
| «сосед» сильное на -a**    | Номинатив | comharsa [ко:рса]   | comharsana [ко:рсана] |
| «сосед» сильное на -a**    | Генитив   | comharsan [ко:рсан] | comharsana [ко:рсана] |
| «двадцатка» сильное на -í  | Номинатив | fiche [фихе]        | fichidí [фихидий]     |
| «двадцатка» сильное на -í  | Генитив   | fichead [фихяд]     | fichidí [фихидий]     |

* NB: родительный падеж единственного числа образуется депалатализацией последнего согласного без суффикса.
** Окончание прибавляется к форме родительного падежа единственного числа.
К этому же склонению традиционно относится несколько имён с особым склонением, таких как cara «друг» (род. п. — carad, мн. ч. — cairde), Nollaig «Рождество» (род. п. — Nollag, мн. ч. — Nollaigí) и несколько других.

##### Нерегулярное склонение
Несколько имён считаются «неправильными».
| Имя       | Падеж     | Единственное число            | Множественное число        |
| --------- | --------- | ----------------------------- | -------------------------- |
| «женщина» | Номинатив | bean [бян]                    | mná [мна:], [мно:]         |
| «женщина» | Генитив   | mná [мна:], [мно:]            | ban [бан]                  |
| «женщина» | Датив     | mnaoi [мны]                   | mnaoibh [мнывь]            |
| «сестра»  | Номинатив | deirfiúr [дерьфю:р]           | deirfiúracha [дерьфю:раха] |
| «сестра»  | Генитив   | deirféar [дерьфе:р]           | deirfiúracha [дерьфю:раха] |
| «сестра»  | Датив     | deirfír                       |                            |
| «кровать» | Номинатив | leaba [ляба]                  | leapacha [ляпаха]          |
| «кровать» | Генитив   | leapa [ляпа]                  | leapacha [ляпаха]          |
| «месяц»   | Номинатив | mí /mʲiː/                     | míonna [ˈmʲiːn̪ˠə]          |
| «месяц»   | Генитив   | míosa [ˈmʲiːsˠə]              | míonna [ˈmʲiːn̪ˠə]          |
| «сестра»  | Номинатив | siúr /ʃuːɾˠ/                  | siúracha [ʃuːɾˠəxə]        |
| «сестра»  | Генитив   | siúrach [ʃuːɾˠəx]             | siúracha [ʃuːɾˠəxə]        |
| «земля»   | Номинатив | talamh [талав]                | tailte [тальте], [тальче]  |
| «земля»   | Генитив   | talamh [талав] talún [талу:н] | tailte [тальте], [тальче]  |
| «шерсть»  | Номинатив | olann [олан]                  |                            |
| «шерсть»  | Генитив   | olla [ола]                    |                            |
| «Бог»     | Номинатив | Dia [диа]                     | déithe [дейе]              |
| «Бог»     | Генитив   | Dé [де:]                      | déithe [дейе]              |
| «день»    | Номинатив | lá [ла:], [ло:]               | laethanta [лэанта]         |
| «день»    | Генитив   | lae [лэ]                      | laethanta [лэанта]         |

Кроме того, нерегулярно склоняются многие глагольные имена (но при этом они могут и относиться к одному из пяти склонений).

#### Прилагательное
Прилагательное в ирландском языке существует как в предикативном употреблении (как именная часть сказуемого), так и в атрибутивном (как зависимое от существительного). Прилагательные в предикативном употреблении не согласуются с подлежащим; в атрибутивном употреблении существует согласование по роду, числу и падежу с главным именем (если непосредственно перед прилагательным не идёт наречие). Во множественном числе по родам прилагательные не различаются. В именительном падеже единственного числа формы мужского рода и женского рода различаются только мутацией (после имён женского рода в единственном числе прилагательные подвергаются аспирации).
Склонение большинства прилагательных соответствует склонениям существительных. Существуют следующие классы прилагательных:
| Класс прилагательного | Окончание им. п. ед. ч.    | Окончание род. п. муж. р. ед .ч | Окончание род. п. жен. р. ед. ч.  | Окончание мн. ч. |
| --------------------- | -------------------------- | ------------------------------- | --------------------------------- | ---------------- |
| I/II склонение        | Согласный                  | Палатализованный согласный      | Палатализованный согласный + -e   | -(a)             |
| III склонение         | Палатализованный согласный | Палатализованный согласный      | Непалатализованный согласный + -a | -(a)             |
| IV склонение          | Гласный                    | Гласный                         | Гласный                           | Гласный          |

Кроме того, выделяется несколько более мелких типов, не укладывающихся в эту схему.
В именительном падеже окончание -(a) во множественном числе употребляется всегда. Если определяемое существительное имеет сильное множественное число, то в родительном падеже -a используется (то есть, прилагательное также имеет сильное множественное число), если же существительное имеет слабое множественное число, то -a не добавляется: na bhfear óg «молодых мужчин», но na gcailiní óga «юных девушек».
Вокатив прилагательных всегда совпадает с номинативом, кроме единственного числа мужского рода I/II склонения, где он совпадает с генитивом.
Девять главных типов склонения прилагательных приведены на таблице (без учёта начальных мутаций).
| Номинатив ед. ч.     | Генитив муж. р. ед. ч. | Генитив жен. р. ед. ч. | Номинатив мн. ч. | Примечание                                                                                  |
| -------------------- | ---------------------- | ---------------------- | ---------------- | ------------------------------------------------------------------------------------------- |
| ard «высокий»        | aird                   | airde                  | arda             | I/II склонение                                                                              |
| aireach «осторожный» | airigh                 | airí                   | aireacha         | I/II склонение                                                                              |
| iontach «прекрасный» | iontaigh               | iontaí                 | iontacha         | I/II склонение                                                                              |
| misniúil «храбрый»   | misniúil               | misniúla               | misniúla         | I/II склонение                                                                              |
| fionn «светлый»      | fionn                  | finne                  | fionna           | Все односложны, кончаются на -ll, -nn*, -ch(t).                                             |
| séimh «мягкий»       | séimh                  | séimhe                 | séimhe           | Большинство оканчивающихся на узкий согласный, кроме суффикса -úil и несколько слов на -ir. |
| fuíoch «обильный»    | fuíoch                 | fuíthí                 | fuíocha          | Все прилагательные на -íoch.                                                                |
| sóch «счастливый»    | sóch                   | sóiche                 | sócha            | Все прилагательные, оканчивающиеся на долгий гласный + ch.                                  |
| rua «красный»        | rua «красный»          | rua «красный»          | rua «красный»    | III склонение                                                                               |

* Кроме dall «слепой», donn «бурый».
У некоторых прилагательных есть особые формы, например, gearr «короткий», род. п. жен. р. ед. ч. — giorra; или te «горячий», мн. ч. — teo.
Краткий гласный во втором слоге двусложного прилагательного (очень редко — долгий) перед гласным окончанием может выпадать: uasal «благородный», мн. ч. — uaisle; tirim «сухой», мн. ч. — tiorma.
В ирландском языке морфологически выражается только сравнительная степень прилагательного, превосходная выражается аналитически (см. #Синтаксис). Обычно форма сравнительной степени совпадает с формой родительного падежа единственного числа женского рода: bán «белый» —báine «белее»; gearr «короткий» — giorra «короче». При этом в ирландском достаточно много нерегулярных форм сравнительной степени, например, beag «маленький» — lú «меньше»; furasta «легко» — fusa «легче» и др.
Список неправильных форм сравнительной степени:
| Положительная степень | Сравнительная степень | Значение                |
| --------------------- | --------------------- | ----------------------- |
| beag                  | lú                    | «маленький»             |
| breá                  | breátha               | «прекрасный»            |
| dócha                 | dóichí                | «возможный»             |
| fada                  | sia                   | «длинный»*              |
| fogas                 | foisce                | «близкий»               |
| furasta               | fusa                  | «лёгкий»                |
| iomaí                 | lia                   | «большой, много»        |
| ionúin                | ansa                  | «возлюбленный, дорогой» |
| maith                 | fearr                 | «хороший»               |
| olc                   | measa                 | «плохой»                |
| te                    | teo                   | «горячий»               |
| tréan                 | treise                | «сильный»*              |
| mór                   | mó                    | «большой»               |

* fada и tréan имеют также регулярные формы: faide и tréine.

#### Глагол
Различное применение аналитических и синтетических форм у глагола легко распознаётся в следующих парадигмах.
Глагол 1 класса (однослоговый корень) с палатализованным (смягчённым) конечным звуком: bris «ломать».
|             | Настоящее      | Будущее              | Претерит    | Имперфект       | Кондиционал      | Конъюк. наст.   | Конъюк. наст.      |
| 1 л. ед. ч. | brisim         | brisfidh mé/brisfead | bhris mé    | bhrisinn        | bhrisfinn        | go mbrise mé    | dá mbrisinn        |
| 2 л. ед. ч. | briseann tú    | brisfidh tú          | bhris tú    | bhristeá        | bhrisfeá         | go mbrise tú    | dá mbristeá        |
| 3 л. ед. ч. | briseann sé/sí | brisfidh sé/sí       | bhris sé/sí | bhriseadh sé/sí | bhrisfeadh sé/sí | go mbrise sé/sí | dá mbriseadh sé/sí |
| 1 л. мн. ч. | brisimid       | brisfimid            | bhriseamar  | bhrisimis       | bhrisfimis       | go mbrisimid    | dá mbrisimis       |
| 2 л. мн. ч. | briseann sibh  | brisfidh sibh        | bhris sibh  | bhriseadh sibh  | bhrisfeadh sibh  | go mbrise sibh  | dá mbriseadh sibh  |
| 3 л. мн. ч. | briseann siad  | brisfidh siad        | bhriseadar  | bhrisidís       | bhrisfidís       | go mbrise siad  | dá mbrisidís       |
| безличные   | bristear       | brisfear             | briseadh    | bhristí         | bhrisfí          | bristear        | bristí             |

Глагол 2 класса (многосложный корень) с непалатализованным (несмягчённым) конечным звуком: ceannaigh «покупать».
|                 | Настоящее        | Будущее              | Претерит                   | Имперфект         | Кондиционал     | Конъюк. наст. | Конъюк. наст.    |
| 1 л. ед. ч.     | ceannaím         | ceannóidh mé/ceannód | cheannaigh mé              | cheannaínn        | cheannóinn      | ceannaí mé    | ceannaínn        |
| 2 л. ед. ч.     | ceannaíonn tú    | ceannóidh tú         | cheannaigh tú              | cheannaíteá       | cheannófá       | ceannaí tú    | ceannaíteá       |
| 3 л. ед. ч.     | ceannaíonn sé/sí | ceannóidh sé/sí      | cheannaigh sé/sí           | cheannaíodh sé/sí | cheannódh sé/sí | ceannaí sé/sí | ceannaíodh sé/sí |
| 1 л. мн. ч.     | ceannaímid       | ceannóimid           | cheannaíomar               | cheannaímis       | cheannóimis     | ceannaímid    | ceannaímis       |
| 2 л. мн. ч.     | ceannaíonn sibh  | ceannóidh sibh       | cheannaigh sibh            | cheannaíodh sibh  | cheannódh sibh  | ceannaí sibh  | ceannaíodh sibh  |
| 3 л. мн. ч.     | ceannaíonn siad  | ceannóidh siad       | cheannaigh siad/cheannadar | cheannaídís       | cheannóidís     | ceannaí siad  | ceannaídís       |
| безличные формы | ceannaítear      | ceannófar            | ceannaíodh                 | cheannaítí        | cheannóifí      | ceannaítear   | ceannaítí        |

Ирландский глагол не имеет инфинитива; вместо этого, он располагает глагольным именем, склоняющимся по особым правилам. Оно используется так, как используется инфинитив в русском.
D'iarr sé orm imeacht. «Он попросил меня уйти».
B'fhearr liom fanacht. «Я бы предпочёл остаться».
Моментальное действие может быть выражено с помощью предлога ag и соответствует русскому причастию настоящего времени.
Tá Seán ag obair. «Шон работает (сейчас)».
Bhí Máire ag caint. «Мэри говорила (в какое-то время)».
Перфект и плюсквамперфект могут быть образованы с любым из двух сложных предлогов, tar éis или i ndiaidh, и глагольным именем.
Tá sí tar éis baint an fhéir. «Она (только что) постригла траву» (в ирландском английском — She is after cutting the grass).
Bhí sé i ndiaidh ní na gcupán. «Он (только что) вымыл чашки (давно)» (в ирландском английском — He was after washing the cups).
Ещё один аспект ирландского языка, не встречающийся в русском, но присущий множеству других языков — т. н. связочный глагол (копула; на ирландском он называется an chopail). Копула используется для того, чтобы описать связь между субъектом и предикатом, в противоположность местоположению и состоянию субъекта, которое выражается глаголом bí «быть». Примерно это схоже с использованием глаголов ser и estar в испанском и португальском языках. Копула, is в современном ирландском, — обычно демонстративного характера (то есть указывает на кого-то):
Is fear é. «Он — мужчина» (букв.: «Есть мужчина он»);
Is Sasanaigh iad. «Они — англичане» (букв.: «Есть англичане они»).
Прошедшее время is — ba (перед гласными и fh — b'), и эта форма ленирует следующее слово:
B'fhear é. «Он был мужчиной» (букв. «Был мужчиной он»);
Ba Shasanaigh iad. «Они были англичанами» (букв. «Были англичанами они»).
Отрицание таких предложений строится с помощью частиц ní/níor, при этом сама связка выпадает (при прошедшем времени эта частица продолжает ленировать, если предикат начинается на гласную или fh, то используется форма níorbh - слияние самой частицы níor и остатка связки ba):
Ní hionann iad. «Они — не одно и то же» (букв.: «Не схожи они»);
Níorbh fhéidir léi é a dhéanamh. «Она не смогла этого сделать» (букв. «Не-было возможности с-ней это сделать»).
Когда говорят «это — X» или «то — X», используют указательные местоимения seo и sin (это одна из эмфатических конструкций в ирландском, при регулярном построении связка стояла бы в начале, а seo/sin следовали бы за винительным падежом местоимения é/í):
Seo í mo mháthair. «Это моя мать»;
Sin é an muinteoir. «Это — учитель».
При таком построении предложений отрицание будет использовать особую леницию, как если бы указательные местоимения seo и sin были слиянием связки и коротких слов eo/in:
Ní heo í mo mháthair. «Это не моя мать»;
Ní hin é an muinteoir. «Это — не учитель».
Прошедшее время регулярно будет использовать форму b', а отрицание - регулярно níorbh, при этом на месте выпавшей s ставится апостроф:
B'eo í mo mháthair. «Это была моя мать»;
B'in é an muinteoir. «Это был учитель».
Níorbh'eo í mo mháthair. «Это не была моя мать»;
Níorbh'in é an muinteoir. «Это не был учитель».
Также используется конструкция «это X в нём/ней», особенно когда используются прилагательные и мы хотим подчеркнуть какие-то черты человека (это тоже одна из эмфатических конструкций в ирландском):
Is fear láidir atá ann. «Он — сильный человек»
(буквально: «Это сильный человек, который в нём»);
Is cailín álainn atá inti. «Она красивая девочка»
(буквально: «Это красивая девочка, которая в ней»).

#### Предлоги
Среди характерных особенностей ирландского языка (как и других кельтских языков) — особые формы предлогов, так называемые спрягаемые предлоги (forainmneacha réamhfhoclacha). Например, предлог ag, будучи соединён с личным местоимением 1 л. ед. ч. и выглядит как agam — «у меня» (но не agam mé — само местоимение здесь употреблять нельзя, в отличие, скажем, от валлийского языка). Если этот предлог используется вместе с глаголом bí («быть»), то он указывает на принадлежность, обладание предметом (аналогично русскому «у меня есть … »);
| Tá leabhar agam   | «У меня есть книга»     | (досл.: «есть книга у-меня») |
| Tá deoch agat     | «У тебя есть напиток»   |                              |
| Tá ríomhaire aige | «У него есть компьютер» |                              |
| Tá páiste aici    | «У неё есть ребёнок»    |                              |
| Tá carr againn    | «У нас есть машина»     |                              |
| Tá teach agaibh   | «У вас есть дом»        |                              |
| Tá airgead acu    | «У них есть деньги»     |                              |

Похожим образом устроены конструкции обладания и в других кельтских языках.
Формы спряжения предлогов:
- ar («на»): orm, ort, air, uirthi, orainn, oraibh, orthu;
- ag («у»): agam, agat, aige, aici, againn, agaibh, acu;
- as: asam, asat, as, aisti, asainn, asaibh, astu;
- faoi («под»): fúm, fút, faoi, fúithi, fúinn, fúibh, fúthu;
- i («в»): ionam, ionat, ann, inti, ionainn, ionaibh, iontu;
- le («с»): liom, leat, leis, léi, linn, libh, leo;
- fara: faram, farat, fairis, farae, farainn, faraibh, faru;
- do: dom, duit, dó, di, dúinn, daoibh, dóibh;
- de: díom, díot, de, di, dínn, díbh, díobh;
- chuig: chugam, chugat, chuige, chuici, chugainn, chugaibh, chucu;
- roimh («до»): romham, romhat, roimhe, roimpi, romhainn, romhaibh, rompu;
- thar: tharam, tharat, thairis, thairsti, tharainn, tharaibh, tharstu;
- trí: tríom, tríot, tríd, tríthi, trínn, tríbh, tríothu;
- idir («между»): eadrainn, eadraibh, eatarthu;
- ó: uaim, uait, uaidh, uaithi, uainn, uaibh, uathu;
- um: umam, umat, uime, uimpi, umainn, umaibh, umpu.

### Синтаксис
Порядок слов в ирландском языке — VSO (сказуемое — подлежащее — дополнение). Таким образом, например, предложение «Он меня ударил» будет по-ирландски выглядеть так:
- Bhuail [«ударять» в прошедшем времени] sé [«он»] mé [«меня»].

Все семантически самостоятельные члены предложения могут быть вынесены в начало предложения и при этом изменяется смысл и акцентирование, например: нейтр. Rinne mé an obair seo leis an athair inné. досл. «Делал я эту работу с отцом вчера» = «Вчера вечером я с отцом выполняли эту работу».
- Возможные перестановки:
  - An obair seo a rinne mé leis an athair inné (смысловое ударение ставится на слове «работа»)
  - Mise a rinne an obair seo leis an athair inné (смысловое ударение ставится на слове «я»)
  - (Is) leis an athair a rinne mé an obair seo inné (смысловое ударение ставится на слове «с отцом»)
  - Inné a rinne mé an obair seo leis an athair (смысловое ударение ставится на слове «вчера»).

Объект дополнения стоит обычно в конце предложения.
- Пример: Chonaic mé an fear ar an tsráid. досл.: «Видел я мужчину на улице». = «Я видел (этого) мужчину на улице».
- напротив: Chonaic mé ar an tsráid é. досл.: «Видел я на улице его». = «Я его видел на улице».